# ليوبولدو سانشيز سيليس
ليوبولدو سانشيز سيليس هو سياسي مكسيكي، ولد في 14 فبراير 1916 في Cosalá ‏ في المكسيك، وتوفي في 7 أغسطس 1989 في كويرنافاكا في المكسيك. نشط حزبياً في الحزب الثوري المؤسساتي. وقد انتخب عضو مجلس الشيوخ المكسيكي ‏.